# Ursula Kabas
Ursula Kabas (auch Ursula Adam-Kabas, geborene Ursula Adam; * 27. Juni 1950 in Linz) ist eine österreichische Psychologin und Schriftstellerin.

## Leben
Ursula Kabas wuchs als Tochter eines Schuldirektors im Mühlviertel auf. Nach dem Besuch der Pädagogischen Akademie in Linz studierte sie von 1971 bis 1976 Psychologie und Pädagogik an der Universität Salzburg. 1976 promovierte sie ebendort zum Doktor der Philosophie. Anschließend war sie als wissenschaftliche Assistentin am Institut für Psychologie der Universität Linz tätig. Ursula Kabas praktiziert heute als Gesundheitspsychologin in Salzburg. - Neben ihrer wissenschaftlichen Tätigkeit veröffentlichte sie Prosa und Gedichte. 1987 nahm sie am Ingeborg-Bachmann-Wettbewerb in Klagenfurt teil. Im gleichen Jahr erhielt sie den Anerkennungspreis des Österreichischen Bundesministeriums für Unterricht und Kunst. 

## Werke (Auswahl)
- Psychosoziale Aspekte des Vorurteils, Salzburg 1976 (unter dem Namen Ursula Adam)
- Die Zweitgeburt, Salzburg [u. a.] 1980 (unter dem Namen Ursula Adam)
- Nachmittagsspaziergang durch meinen Kopf. In: Adalbert-Stifter-Institut des Landes Oberösterreich (Hrsg.), Die Rampe, Hefte für Literatur, Heft 2, Linz 1980, S. 27–36.